# R.H. Thomson

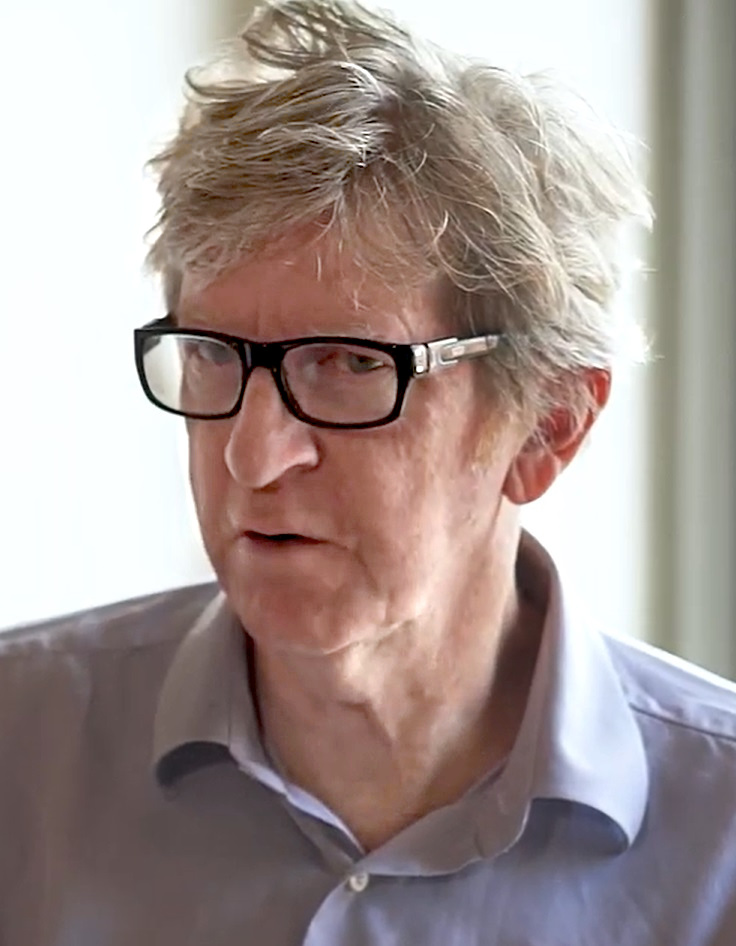
R.H. Thomson (2024)

Robert Holmes „R. H.“ Thomson (* 24. September 1947 in Richmond Hill, Ontario) ist ein kanadischer Schauspieler.

## Leben
Thomson absolvierte seine Ausbildung an der University of Toronto sowie an der National Theatre School in Montreal. Er ist verheiratet und Vater von zwei Söhnen.
Im Laufe seiner Berufslaufbahn stand Thomson sowohl für diverse Filme als auch für zahllose Fernsehproduktionen vor der Kamera. Auch auf der Theaterbühne wurde er im Laufe der Zeit ein bekanntes Gesicht in seinem Heimatland. So wurde sein eigenes Bühnenstück namens The Lost Boys im März 2000 von der Great Canadian Theatre Company und im Februar 2002 von der Canadian Stage Company aufgeführt. Als Schauspieler verkörperte Thomson im Laufe der Zeit eine Reihe bekannter historischer Persönlichkeiten; zu diesen gehören Edsel Ford, Frederick Banting, Duncan Campbell Scott und Mitchell Sharp.
Im Jahr 2010 wurde Thomson mit dem Order of Canada ausgezeichnet. Im Mai 2015 gewann er außerdem den Governor General’s Performing Arts Award für sein Lebenswerk.

## Filmografie
Filme
- 1979: Ein Mann in Wut (L’homme en colère)
- 1981: Ticket to Heaven
- 1981: Surfacing
- 1981: Happy Memories
- 1982: If You Could See What I Hear
- 1983: Snow (Kurzfilm)
- 1985: Crazy for You
- 1985: Martin’s Day
- 1985: Samuel Lount
- 1987: And Then You Die
- 1987: Wednesday’s Children: David (Kurzfilm)
- 1989: The First Season
- 1990: Defy Gravity
- 1991: The Quarrel
- 1993: The Lotus Eaters
- 1994: Max
- 1995: Duncan Campbell Scott: The Poet and the Indians
- 1997: Twilight of the Ice Nymphs
- 1997: Silent Cradle
- 1998: Bone Daddy – Bis auf die Knochen (Bone Daddy)
- 2000: Bonhoeffer: Agent of Grace
- 2006: Population 436
- 2006: Who Loves the Sun
- 2008: Well Kept Secrets - Athanassia
- 2009: Chloe
- 2010: New Year
- 2010: Whirligig
- 2011: Jesus Henry Christ
- 2018: Clara

Fernsehserien
- 1978: Tyler (Fernsehfilm)
- 1979: An American Christmas Carol (Fernsehfilm)
- 1980: Population of One (Fernsehfilm)
- 1981: Escape from Iran: The Canadian Caper (Fernsehsilm)
- 1983: The Terry Fox Story (Fernsehfilm)
- 1983: Cornet at Night (Fernsehfilm)
- 1985: Charlie Grant’s War (Fernsehsilm)
- 1985: Bradburys Gruselkabinett (The Ray Bradbury Theater, Fernsehserie, eine Folge)
- 1986: The Marriage Bed (Fernsehfilm)
- 1986: Philip Marlowe, Private Eye (Fernsehserie, eine Folge)
- 1987: Stranger in My Bed (Fernsehfilm)
- 1987: Screen Two (Fernsehserie, eine Folge)
- 1987: Ford: The Man and the Machine (Fernsehfilm)
- 1987: Das Model und der Schnüffler (Moonlighting, Fernsehserie, zwei Folgen)
- 1988: Glory Enough for All (Fernsehfilm)
- 1988: Die Campbells (The Campbells, Fernsehserie, eine Folge)
- 1988: The Twilight Zone (Fernsehserie, eine Folge)
- 1989: Champagne Charlie (Fernsehfilm)
- 1989: Love and Hate (Fernsehfilm)
- 1990–1996: Das Mädchen aus der Stadt (Road to Avonlea, Fernsehserie, 17 Folgen)
- 1991: Mark Twain and Me (Fernsehfilm)
- 1992–1993: Der lange Weg des Lukas B. (Miniserie)
- 1993: Bonds of Love (Fernsehfilm)
- 1994: The Babymaker: The Dr. Cecil Jacobson Story (Fernsehfilm)
- 1994: My Breast (Fernsehfilm)
- 1994: Bizet’s Dream (Fernsehfilm)
- 1995: Net Worth (Fernsehfilm)
- 1996: Murder at My Door (Fernsehfilm)
- 1999: Cry Rape (Fernsehfilm)
- 1999: P.T. Barnum (Fernsehfilm)
- 2000: The Dinosaur Hunter (Fernsehfilm)
- 2000: The Secret Adventures of Jules Verne (Fernsehserie, eine Folge)
- 2001: The Associates (Fernsehserie, eine Folge)
- 2001: The Royal Scandal (Fernsehfilm)
- 2001: University
- 2002: The Stork Derby (Fernsehfilm)
- 2002: Trudeau (Fernsehfilm)
- 2002: The Battle of Mary Kay (Fernsehfilm)
- 2002: Tom Stone (Fernsehserie, eine Folge)
- 2003: Bugs (Fernsehfilm)
- 2003: The Piano Man’s Daughter (Fernsehfilm)
- 2003: Das Wunder der Lions (Full Court Miracle, Fernsehfilm)
- 2004: Human Cargo (Miniserie)
- 2006: Prairie Giant (Miniserie)
- 2006: October 1970 (Miniserie)
- 2008: The Englishman’s Boy (Miniserie)
- 2010: Republic of Doyle – Einsatz für zwei (Republic of Doyle, Fernsehserie, eine Folge)
- 2012: King (Fernsehserie, eine Folge)
- 2013: Cracked (Fernsehserie, eine Folge)
- 2016: Love’s Complicated (Fernsehfilm)
- 2017–2020: Anne with an E (Fernsehserie, 27 Folgen)